# Roger I de Foix
Roger I de Foix fue un conde de parte de Carcasona como Roger II y conde de Foix como Roger I, era hijo de Bernardo I Roger, al que sucedió a su muerte en torno a 1035.
Casado con Amicia, no tuvo sucesión, y a su muerte en 1064 la herencia de Foix recayó en su hermano Pedro I de Foix mientras sus derechos en Carcasona pasaron a Roger III, descendiente de Roger I el Viejo a través del hijo mayor de éste llamado Raimundo I Roger, hermano de Bernardo I Roger.
| Predecesor: Bernardo I Roger | Conde de Foix c. 1035-1064      | Sucesor: Pedro I   |
| Predecesor: Bernardo I Roger | Conde de Carcasona c. 1035-1064 | Sucesor: Roger III |

- Datos: Q1394056
- Multimedia: Roger I, Count of Foix / Q1394056